# Rhodopina manipurensis
Rhodopina manipurensis är en skalbaggsart som beskrevs av Stefan von Breuning 1971. Rhodopina manipurensis ingår i släktet Rhodopina och familjen långhorningar. Inga underarter finns listade i Catalogue of Life.